# Högvadsån
Høgvadsån er den største biflod til Ätran i Sverige. Floden har blandt andet søen Stora Hallången, øst for Överlida i Västergötland som kilde. Den passerer blandt andet Ælvsered, Ullared, Svartrå og Køinge, inden den flyder sammen med Ätran i Ætrafors, lige nedstrøms Ætrafors kraftværk.
Høgvadsån og Fylleån betragtes som Hallands mest værdifulde vandløb for naturbeskyttelse. Naturreservatet Sumpafallen ligger langs Högvadsån.